# Mio 168
Mio 168 jest palmtopem produkowanym przez Mio Technology.
Pierwszy na świecie Packet PC z wbudowanym odbiornikiem GPS. Do urządzenia zainstalowano system operacyjny Microsoft Windows Mobile 2003 Second Edition. W Polsce Mio 168 był sprzedawany przez firmę Optimus S.A. pod własną nazwą handlową OPTipad.
Mio 168 wyposażono w odbiornik GPS, którego odchylaną antenę zamontowano z tyłu urządzenia. W polskiej dystrybucji tego palmtopa do nawigacji GPS najczęściej instalowano polskie programy nawigacyjne np. Automapa, MapaMap.